# Agarose

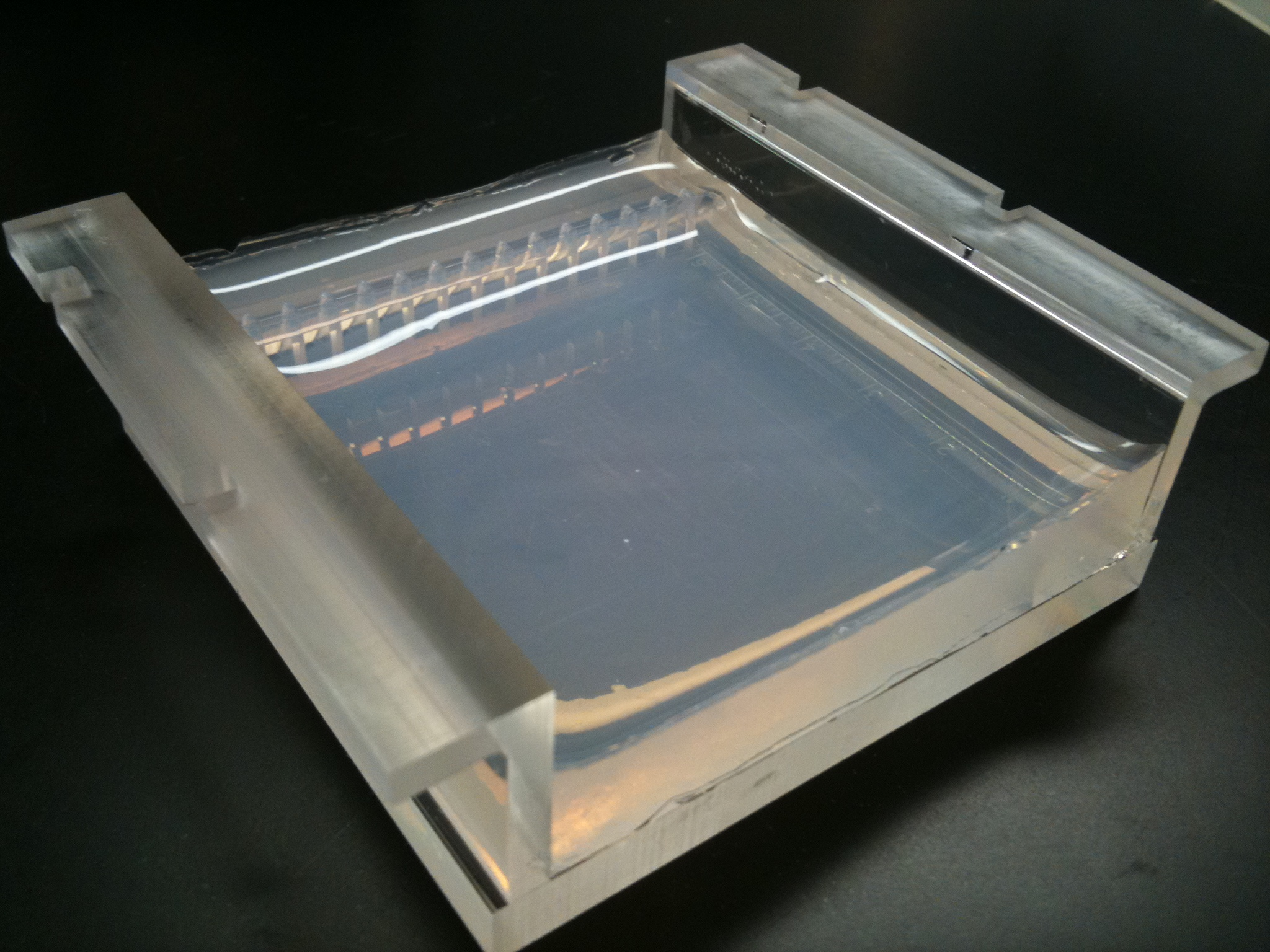
Um gel de agarose em uma bandeja usado para eletroforese em gel.

A agarose é um heteropolissacarídeo, geralmente extraído de certas algas vermelhas. É um polímero linear formado pela unidade de repetição da agarobiose, que é um dissacarídeo formado por D-galactose e 3,6-anidro-L-galactopiranose. A agarose é um dos dois principais componentes do ágar e é purificada a partir do ágar pela remoção do outro componente do ágar, a agaropectina.
A agarose é frequentemente usada em biologia molecular para a separação de moléculas grandes, especialmente DNA, por eletroforese. As placas de géis de agarose (geralmente de 0,7 a 2%) para eletroforese são prontamente preparadas despejando-se a solução líquida quente em um molde. Uma ampla gama de diferentes agaroses de pesos moleculares e propriedades variadas está disponível comercialmente para essa finalidade. A agarose também pode ser formada em grânulos e usada em vários métodos cromatográficos para purificação de proteínas.

## Estrutura

A estrutura da unidade de repetição de um polímero de agarose.

A agarose é um polímero linear com peso molecular de aproximadamente 120.000, que consiste em D-galactose e 3,6-anidro-L-galactopiranose alternadas, ligadas por ligações glicosídicas α-(1→3) e β-(1→4). A 3,6-anidro-L-galactopiranose é uma L-galactose com uma ponte anidro entre as posições 3 e 6, embora algumas unidades de L-galactose no polímero possam não conter a ponte. Algumas unidades de D-galactose e L-galactose podem ser metiladas, e o piruvato e o sulfato também são encontrados em pequenas quantidades.
Cada cadeia de agarose contém cerca de 800 moléculas de galactose, e as cadeias de polímero de agarose formam fibras helicoidais que se agregam em uma estrutura superenrolada com um raio de 20 a 30 nanômetros (nm). As fibras são quase rígidas e têm uma ampla faixa de comprimento, dependendo da concentração de agarose. Quando solidificadas, as fibras formam uma malha tridimensional de canais com diâmetro que varia de 50 nm a mais de 200 nm, dependendo da concentração de agarose usada - concentrações mais altas produzem diâmetros médios de poros mais baixos. A estrutura tridimensional é mantida unida por ligações de hidrogênio e, portanto, pode ser rompida pelo aquecimento de volta ao estado líquido.

## Propriedades
A agarose está disponível como um pó branco que se dissolve em água quase fervente e forma um gel quando esfria. A agarose apresenta o fenômeno da histerese térmica em sua transição de líquido para gel, ou seja, ela gelifica e derrete em diferentes temperaturas. As temperaturas de gelificação e fusão variam de acordo com o tipo de agarose. As agaroses padrão derivadas de Gelidium têm uma temperatura de gelificação de 34-38 °C e uma temperatura de fusão de 90-95 °C, enquanto as derivadas de Gracilaria, devido aos seus substituintes metoxi mais altos, têm uma temperatura de gelificação de 40-52 °C e uma temperatura de fusão de 85-90 °C. As temperaturas de gelificação e fusão podem depender da concentração do gel, particularmente em baixas concentrações de gel de menos de 1%. As temperaturas de gelificação e fusão são, portanto, fornecidas em uma concentração de agarose especificada.
A agarose natural contém grupos metil não carregados e a extensão da metilação é diretamente proporcional à temperatura de gelificação. A metilação sintética, entretanto, tem o efeito inverso, em que o aumento da metilação reduz a temperatura de gelificação. Uma variedade de agaroses quimicamente modificadas com diferentes temperaturas de fusão e gelificação está disponível por meio de modificações químicas.
A agarose no gel forma uma malha que contém poros, e o tamanho dos poros depende da concentração de agarose adicionada. Quando em repouso, os géis de agarose são propensos à sinérese (extrusão de água através da superfície do gel), mas o processo é lento o suficiente para não interferir no uso do gel.
O gel de agarose pode ter alta força de gel em baixa concentração, o que o torna adequado como um meio anticonvecção para eletroforese em gel. Os géis de agarose tão diluídos quanto 0,15% podem formar placas para eletroforese em gel. O polímero de agarose contém grupos carregados, em particular piruvato e sulfato. Esses grupos carregados negativamente podem retardar o movimento das moléculas de DNA em um processo chamado eletroendosmose (EEO) e, portanto, a agarose com baixo EEO é geralmente preferida para uso em eletroforese de ácidos nucleicos em gel de agarose. Também estão disponíveis agaroses com EEO zero, mas elas podem ser indesejáveis para algumas aplicações, pois podem ser feitas com a adição de grupos carregados positivamente que podem afetar as reações enzimáticas subsequentes. A eletroendosmose é um motivo pelo qual a agarose é usada preferencialmente em vez do ágar, pois a agaropectina no ágar contém uma quantidade significativa de sulfato e grupos carboxila carregados negativamente. A remoção da agaropectina na agarose reduz substancialmente a EEO, além de reduzir a adsorção não específica de biomoléculas à matriz do gel. Entretanto, para algumas aplicações, como a eletroforese de proteína sérica, pode ser desejável uma alta EEO, e a agaropectina pode ser adicionada ao gel usado.

### Agarose de baixa temperatura de fusão e gelificação
As temperaturas de fusão e gelificação da agarose podem ser modificadas por meio de modificações químicas, mais comumente por hidroxietilação, que reduz o número de ligações de hidrogênio intratrilho, resultando em temperaturas de fusão e fixação mais baixas em comparação com as agaroses padrão. A temperatura exata é determinada pelo grau de substituição, e muitas agaroses de baixo ponto de fusão (LMP) disponíveis podem permanecer fluidas na faixa de 30 a 35 °C. Essa propriedade permite que as manipulações enzimáticas sejam realizadas diretamente após a eletroforese em gel do DNA, adicionando fatias de gel derretido contendo o fragmento de DNA de interesse a uma mistura de reação. A agarose LMP contém menos sulfatos que podem afetar algumas reações enzimáticas e, portanto, é usada preferencialmente em algumas aplicações.
A agarose hidroxietilada também tem um tamanho de poro menor (~90 nm) do que as agaroses padrão. A hidroxietilação pode reduzir o tamanho do poro ao reduzir a densidade de empacotamento dos feixes de agarose, portanto, o gel LMP também pode afetar o tempo e a separação durante a eletroforese. As agaroses de temperatura de fusão ou gelificação ultrabaixa podem gelificar somente entre 8 e 15 °C .

## Aplicações

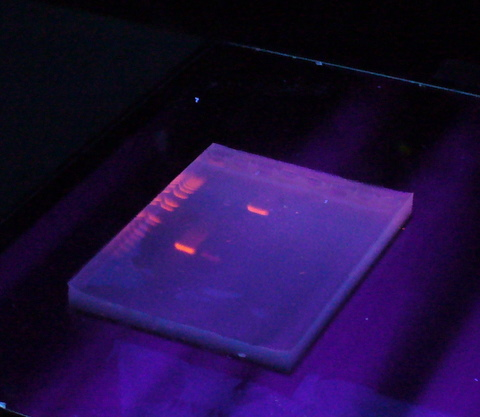
Um gel de agarose com bandas de DNA coradas com brometo de etídio e visualizadas sob luz UV em um transiluminador UV.

A agarose é a matriz preferida para trabalhar com proteínas e ácidos nucleicos, pois tem uma ampla faixa de estabilidade física, química e térmica, e seu menor grau de complexidade química também diminui a probabilidade de interação com biomoléculas. A agarose é mais comumente usada como meio de separação eletroforética em escala analítica na eletroforese em gel de agarose. Os géis feitos de agarose purificada têm um tamanho de poro relativamente grande, o que os torna úteis para a separação de moléculas grandes, como proteínas e complexos proteicos >200 quilodaltons, bem como fragmentos de DNA >100 pares de bases. A agarose também é amplamente utilizada em várias outras aplicações, por exemplo, imunodifusão e imunoeletroforese, pois as fibras de agarose funcionam como uma âncora para imunocomplexos.

### Eletroforese em gel de agarose
A eletroforese em gel de agarose é o método de rotina para a resolução de DNA no laboratório. Os géis de agarose têm menor poder de resolução de DNA do que os géis de acrilamida, mas têm maior amplitude de separação e, portanto, são normalmente usados para fragmentos de DNA com comprimentos de 50 a 20.000 pb (pares de bases), embora seja possível a resolução de mais de 6 Mb com a eletroforese em gel de campo pulsado (PFGE). Também pode ser usado para separar grandes moléculas de proteína e é a matriz preferida para a eletroforese em gel de partículas com raios efetivos maiores que 5 a 10 nm.
O tamanho do poro do gel afeta o tamanho do DNA que pode ser peneirado. Quanto menor a concentração do gel, maior o tamanho do poro e maior o DNA que pode ser peneirado. Entretanto, os géis de baixa concentração (0,1 - 0,2%) são frágeis e, portanto, difíceis de manusear, e a eletroforese de grandes moléculas de DNA pode levar vários dias. O limite de resolução da eletroforese em gel de agarose padrão é de cerca de 750 kb. Esse limite pode ser superado pelo PFGE, em que campos elétricos ortogonais alternados são aplicados ao gel. Os fragmentos de DNA se reorientam quando o campo aplicado muda de direção, mas as moléculas maiores de DNA levam mais tempo para se realinhar quando o campo elétrico é alterado, enquanto que para as moléculas menores isso é mais rápido, e o DNA pode, portanto, ser fracionado de acordo com o tamanho.
Os géis de agarose são moldados em um molde e, quando fixados, geralmente correm horizontalmente submersos em uma solução tampão. Os tampões Tris-acetato-EDTA e Tris-Borato-EDTA são comumente usados, mas outros tampões, como Tris-fosfato, ácido barbitúrico-barbiturato de sódio ou Tris-barbiturato, podem ser usados em outras aplicações. O DNA é normalmente visualizado por coloração com brometo de etídio e, em seguida, visualizado sob luz UV, mas há outros métodos de coloração disponíveis, como SYBR Green, GelRed, azul de metileno e violeta de metila. Se os fragmentos de DNA separados forem necessários para um experimento posterior, eles podem ser cortados do gel em fatias para manipulação posterior.

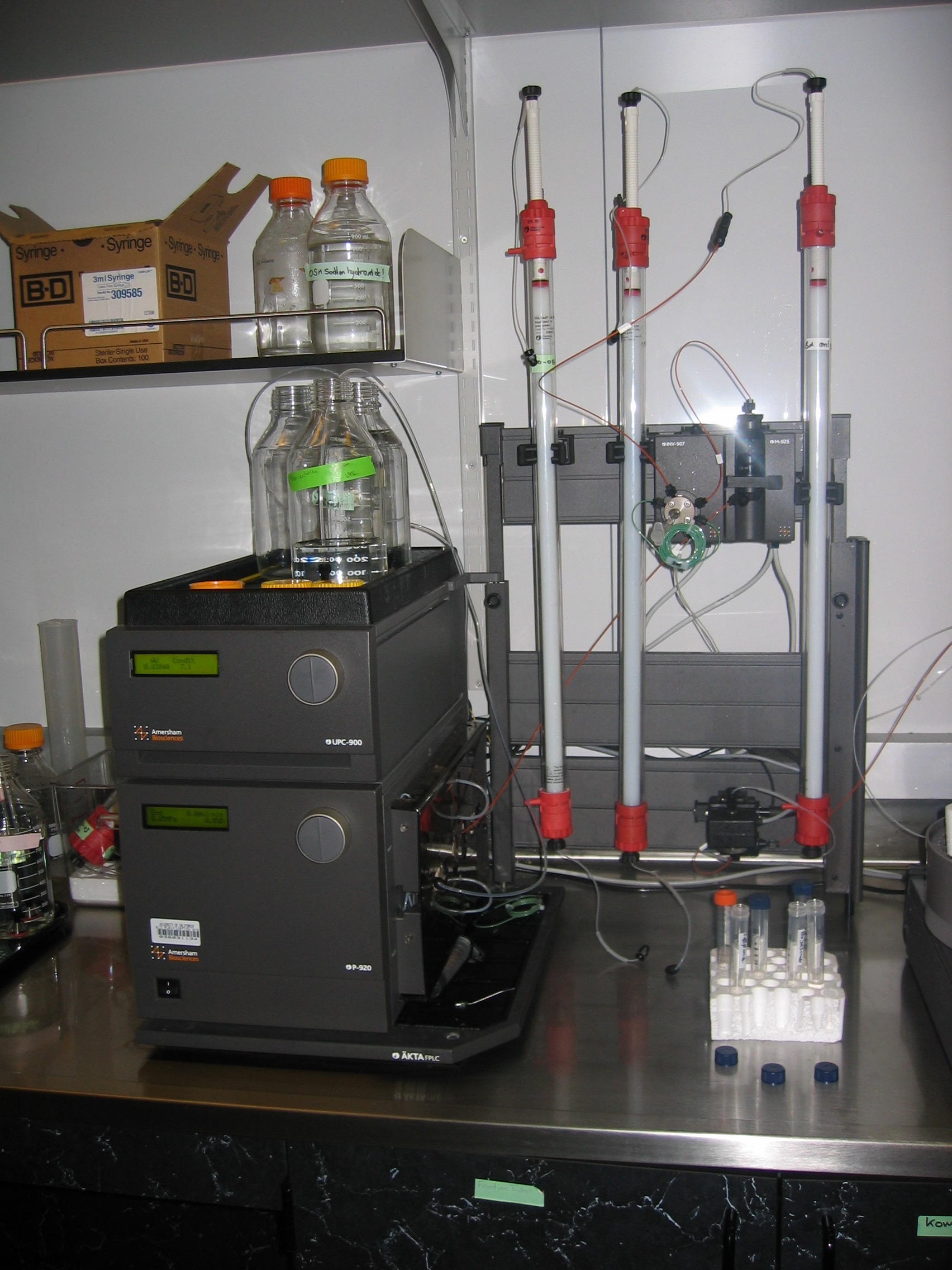
Colunas de filtragem de gel à base de agarose usadas para purificação de proteínas em uma máquina AKTA FPLC.

### Purificação de proteínas
A matriz de gel de agarose é frequentemente usada para purificação de proteínas, por exemplo, na separação em escala preparativa baseada em colunas, como na cromatografia de filtração em gel, cromatografia de afinidade e cromatografia de troca iônica. No entanto, ela não é usada como um gel contínuo, mas é formada por grânulos ou resinas porosas de finura variável. Os grânulos são altamente porosos para que a proteína possa fluir livremente através deles. Esses grânulos à base de agarose geralmente são macios e facilmente esmagados, portanto, devem ser usados em procedimentos de fluxo por gravidade, centrifugação de baixa velocidade ou baixa pressão. A resistência das resinas pode ser melhorada com o aumento da reticulação e do endurecimento químico das resinas de agarose; no entanto, essas alterações também podem resultar em uma menor capacidade de ligação à proteína em alguns procedimentos de separação, como a cromatografia de afinidade.
A agarose é um material útil para cromatografia porque não absorve biomoléculas de forma significativa, tem boas propriedades de fluxo e pode tolerar extremos de pH e força iônica, bem como altas concentrações de desnaturantes, como ureia 8M ou guanidina HCl 6M. Exemplos de matrizes à base de agarose para cromatografia de filtração em gel são Sepharose e WorkBeads 40 SEC (agarose reticulada), Praesto e Superose (agaroses reticuladas altamente reticuladas) e Superdex (dextrana ligada covalentemente à agarose).
Para a cromatografia de afinidade, a agarose com grânulos é a resina matriz mais comumente usada para a fixação dos ligantes que se ligam à proteína. Os ligantes são ligados covalentemente por meio de um espaçador a grupos hidroxila ativados do polímero de grânulos de agarose. As proteínas de interesse podem então ser seletivamente ligadas aos ligantes para separá-las de outras proteínas, após o que podem ser eluídas. Os grânulos de agarose usados geralmente têm densidades de 4% e 6%, com alta capacidade de ligação à proteína.

### Meios de cultura sólidos
Às vezes, a placa de agarose pode ser usada em vez do ágar para a cultura de organismos, pois o ágar pode conter impurezas que podem afetar o crescimento do organismo ou alguns procedimentos posteriores, como a reação em cadeia da polimerase (PCR). A agarose também é mais dura do que o ágar e, portanto, pode ser preferível quando for necessária uma maior resistência do gel, e sua temperatura de gelificação mais baixa pode evitar o choque térmico no organismo quando as células são suspensas em líquido antes da gelificação. Ela pode ser usada para a cultura de bactérias autotróficas estritas, protoplastos de plantas, Caenorhabditis elegans, outros organismos e várias linhas celulares.

### Ensaios de motilidade
Às vezes, a agarose é usada em vez do ágar para medir a motilidade e a mobilidade dos microrganismos. As espécies móveis poderão migrar, embora lentamente, pelo gel poroso e as taxas de infiltração poderão ser visualizadas. A porosidade do gel está diretamente relacionada à concentração de ágar ou agarose no meio, portanto, diferentes concentrações de géis podem ser usadas para avaliar a motilidade de natação, swarming, deslizamento e contração de uma célula. O ensaio de migração de células sob agarose pode ser usado para medir a quimiotaxia e a quimiocinese. Uma camada de gel de agarose é colocada entre uma população de células e um quimioatraente. À medida que um gradiente de concentração se desenvolve a partir da difusão do quimioatraente no gel, várias populações de células que requerem diferentes níveis de estimulação para migrar podem ser visualizadas ao longo do tempo usando microfotografia, à medida que sobem pelo gel contra a gravidade ao longo do gradiente.